# Arhivă (informatică)
Arhivă în informatică este un fișier creat cu ajutorul unui program de arhivare numit arhivator. O arhivă poate conține unul sau mai multe fișiere și dosare comprimate, păstrând nealterată structura ierarhică a conținutului ei.
Arhivele sunt folosite pentru reducerea volumului de date la transmiterea datelor prin Internet sau la stocarea datelor pe diferite medii de stocare cu capacitate limitată (Dischetă, CD, Memory Stick) pentru realizarea unor copii de rezervă, pentru economisirea spațiului pe hard-disk, sau pur și simplu pentru împachetarea unei structuri ample cu multe directoare și fișiere în vederea transferului prin rețea fără overheadul necesar fiecărui fișier sau director.

## Caracteristici

### Arhivare cu comprimare
Arhivarea presupune de cele mai multe ori și compresia datelor fără pierderi. Compresia fișierelor se realizează prin micșorarea dimensiunii fișierelor și folosirea unor algoritmi, care elimină o parte din date, fără a afecta informația. 
Compresia este realizată prin eliminarea secvențelor de date care se repetã de mai multe ori și codificate în semne asociate unui dicționar. Câștigul de spațiu este evident mai ales la documente text de dimensiuni mari, sau la imagini raster de tip bitmap și mai puțin sau aproape deloc la fișiere audio-video care sunt deja comprimate cu ajutorul unui codec.
Rata de compresie a unui fișier este raportul procentual dintre mărimea fișierului în arhivă și mărimea acestuia în afara arhivei. Cu cât rata de compresie este mai mică, cu atât arhivarea este mai eficientă. 

### Arhivare fără comprimare
Arhivarea nu presupune însă automat și o compresie. De exemplu, arhivatorul tar⁠(en)[traduceți] nu face decât să serializeze o structură de directoare într-un singur fișier, sau rata de compresie poate fi supraunitară dacă se încearcă comprimarea unui fișier deja comprimat cu același algoritm. Scopul însă nu este întotdeauna reducerea volumului de date, ci poate fi doar reducerea unei structuri complexe de directoare la un singur fișier, mai ușor de manevrat.

### Dezarhivarea
Dezarhivarea este reversul arhivării și constă în extragerea fișierelor din arhivă și plasarea lor într-un director. Dezarhivarea se face cu același program care a realizat arhivarea, sau cu altul compatibil.

## Avantaje și dezavantaje
Principalele avantaje ale folosirii arhivelor sunt:
- se economisește spațiu pe dispozitivele de stocare
- timpul de copiere al arhivelor este mai mic
- transportul datelor se face mai ușor
- fișierele din arhivă sunt protejate împotriva virușilor
- se pot crea arhive executabile
- protejarea arhivei cu parolă
- realizarea unei copii de rezervă (backup) a datelor. [1]

Principalul dezavantaj este că fișierele conținute nu pot fi folosite în mod direct, ci numai în urma decompresiei care uneori durează mult timp. 

## Formate și programe
Există mai multe formate de arhivă, suportate pe multiple platforme de utilitare specializate, între acestea numărându-se rar⁠(en)[traduceți], tar⁠(en)[traduceți], zip, gzip, bzip2, ace⁠(en)[traduceți]. Unele formate, cum ar fi rar și ace, sunt proprietar, în timp ce altele, ca gzip sau tar sunt libere. Formatul zip, de exemplu, este liber, dar are unele extensii care sunt proprietar.
În special pentru formatele libere, există multiple programe care le implementează, cum ar fi WinZip, WinRAR, WinAce pe Windows, dar există și programe universale de arhivare, care implementează multipli algoritmi, sau care agregă utilitare dedicate. Exemple de astfel de programe sunt 7-Zip care rulează pe mai multe platforme, sau utilitarul arK⁠(en)[traduceți], în cadrul KDE.
În limbajele de programare de nivel înalt există APIuri care permit crearea, despachetarea sau manipularea datelor din interiorul unor arhive în formate libere.

## Arhivare electronică
Arhivarea electronică reprezintă gestionarea tuturor categoriilor de documente, date și informații existente într-o firmă și stocare securizată în format electronic a acestora.
Realizarea arhivei electronice se face prin preluarea de imagini ale documentelor din arhiva fizică existentă urmată de scanarea acestora cu echipament specializat, prelucrarea imaginilor obținute și organizarea acestora. â
Imaginile pentru documente se realizează în formate de fișiere rapid accesibile, ca PDF, JPEG, TIFF, la rezoluții cuprinse între 150 – 300 dpi, de obicei monocrom.